# De Nederlandsche industrieel: weekblad voor nijverheid, koophandel en scheepvaart
De Nederlandsche industrieel: weekblad voor nijverheid, koophandel en scheepvaart verscheen wekelijks tussen 1862 en 1889.
De Nederlandsche industrieel was het weekblad van de Vereeniging van en voor Nederlandsche Industrieëlen. Het publiceerde artikelen over handel en industrie, inclusief aanbestedingen, octrooien en privilegies, gegevens over de ‘ambachts- en fabrieknijverheid’, kamers van koophandel, politieke kwesties met betrekking tot de industrie in Nederland, Nederlands-Indië en het buitenland, en publiceert over verenigingszaken. Het bevatte tevens advertenties en prijsoverzichten.